# James Stasheff
James Dillon Stasheff , appelé Jim Stasheff (né le 15 janvier 1936 à New York) est un mathématicien américain, professeur émérite de mathématiques à l'Université de Caroline du Nord à Chapel Hill. Il travaille en topologie algébrique et algèbre ainsi qu'à leurs applications en physique.

## Biographie
Stasheff fait ses études undergraduate en mathématiques à l'Université du Michigan, où il obtient son diplôme en 1956.  Stasheff commence ensuite ses études supérieures à l'Université de Princeton ; ses notes d'un cours de John Milnor enseigné en 1957 sur les classes caractéristiques sont publiées, d'abord sous forme miméographiée et plus tard en 1974 sous forme d'un livre révisé,  avec Stasheff comme co-auteur. Après sa deuxième année à Princeton, il change pour l'Université d'Oxford avec une bourse Marshall. Deux ans plus tard, en 1961, avec sa femme enceinte, et ayant besoin d'un diplôme d'Oxford pour se faire financer son voyage de retour aux États-Unis, il divise lem manuscrit de sa thèse en deux parties, l'une topologique, l'autre algébrique, et soutient un D. Phil. à Oxford  sous la direction de Ioan James et,  plus tard dans la même année un Ph. D. à Princeton sous la direction de John Coleman Moore, cette deuxième thèse étant intitulée « Homotopy Associativity of H-Spaces, On Certain Problems in Homotopy Theory »,.
De 1961 à 1962, Stasheff est instructeur CLE Moore au Massachusetts Institute of Technology. En 1962, 
il rejoint l'Université de Notre-Dame-du-Lac en tant que professeur assistant; il y est promu professeur titulaire en 1968. Il est visiteur à l'Université de Princeton de 1968 à 1969, puis y reste l'année suivante en tant que Sloan Fellow. En 1970, il change pour l'Université Temple, où il occupe un poste jusqu'en 1978. En 1976, il rejoint l'Université de Caroline du Nord Il a également visité 
l'Institute for Advanced Study, l'Université Lehigh, l'Université Rutgers et l'Université de Pennsylvanie.
Stasheff a été rédacteur en chef des Transactions of the American Mathematical Society de 1978 à 1981 et rédacteur en chef exécutif de 1979 à 1981.

## Travaux de recherche

Le polytope de Stasheff tridimensionnel. Ses sommets représentent les parenthésages possibles d'une suite de cinq éléments et ses arêtes représentent les applications de l’associativé à ces parenthésages.

Les contributions de recherche de Stasheff comprennent l'étude de l'associativité dans les espaces des lacets et la construction de l'associaèdre, conduisant à la théorie des opérades ; approches théoriques par homotopie du cinquième problème de Hilbert sur la caractérisation des groupes de Lie ; et l'étude des algèbres de Poisson en physique mathématique. 
Dans les années 1960, Stasheff écrit des articles fondamentaux sur la théorie de l'homotopie et les algèbres d'homotopie. Il a introduit une algèbre notée {\displaystyle A_{\infty }}, les algèbres de l'associaèdre .
Dans les années 1980, il s'est tourné vers les applications des classes caractéristiques et d'autres concepts topologiques et algébriques en physique mathématique, d'abord dans la structure algébrique des anomalies de la théorie quantique des champs, où il a travaillé avec entre autres Tom Kephart et Paolo Cotta-Ramusino. Il a qualifié ce domaine de recherche de « physique cohomologique ».

## Récompenses et honneurs
En 2012, Stasheff est élu membre de l'American Mathematical Society .

## Publications (sélection)
- John W. Milnor et James D. Stasheff, Characteristic Classes, vol. 76, Princeton, NJ, Princeton University Press, coll. « Annals of Mathematics Studies », 1974 (ISBN 0-691-08122-0)
- James D. Stasheff, « Homotopy associativity of H-spaces. I, II », Transactions of the American Mathematical Society, vol. 108,‎ 1963, p. 275–292, 293–312 (DOI 10.2307/1993609, MR 0158400)
- Martin Markl, Steve Shnider et James D. Stasheff, Operads in algebra, topology and physics, vol. 96, Providence, RI, American Mathematical Society, coll. « Mathematical Surveys and Monographs », 2002 (ISBN 0-8218-2134-2, MR 1898414)
- James D. Stasheff, H-spaces from a Homotopy Point of View, Berlin, Springer, 2006
- Martin Markl, Steve Shnider et James D. Stasheff, Operads in algebra, topology and physics, vol. 96, Providence, RI, American Mathematical Society, coll. « Mathematical Surveys and Monographs », 2002 (ISBN 0-8218-2134-2, MR 1898414)
- James D. Stasheff, H-spaces from a Homotopy Point of View, Berlin, Springer, coll. « Lecture Notes in Mathematics » (no 161), 2006, vii+97 (ISBN 978-3-540-04940-1 et 978-3-540-36314-9)